# Gustaf Adolf Boltenstern
Gustaf Adolf Boltenstern (Helsingborg, Escània, 1 d'abril de 1861 - Estocolm, 9 d'octubre de 1935) va ser un genet suec que va competir a començaments del segle xx.
El 1912 va prendre part en els Jocs Olímpics d'Estocolm, on va guanyar la medalla de plata en la prova de doma clàssica del programa d'hípica, amb el cavall Neptun.
Vuit anys més tard, als Jocs d'Anvers, tornà a disputar la prova de doma clàssica del programa d'hípica amb el cavall Iron, però en aquesta ocasió fou desqualificat.
El seu fill, Gustaf Adolf Boltenstern, Jr. guanyà quatre medalles en doma clàssica entre 1932 i 1956.